# 파평초등학교
파평초등학교는 대한민국 경기도 파주시 파평면에 있는 공립 초등학교이다.

## 학교 연혁
- 1917년 3월 30일 파산사설강습소 창립 (설립자 김진협)
- 1925년 5월 17일 파평공립보통학교 개교 (초대 교장 박형)
- 1938년 4월 1일 파평공립심상소학교로 교명 변경
- 1942년 4월 1일 파평공립국민학교로 교명 변경
- 1956년 7월 16일 교사 신축공사 완료
- 1985년 3월 8일 병설유치원 개원
- 1996년 3월 1일 파평초등학교로 개명
- 1999년 3월 24일 제1기 학교운영위원회 조직
- 2006년 4월 26일 교실 2실 증축(3층), 급식실완공, 도서관완공, 과학실리모델링
- 2008년 5월 1일 교문 신축 및 화장실 3실 완공
- 2008년 12월 15일 강당 전동 커텐 및 장애우 복도 손잡이 설치
- 2009년 3월 1일 자율학교 운영(도지정)
- 2010년 3월 1일 경기도교육청 혁신학교 운영
- 2010년 8월 15일 총동문회 학교버스 기증(39인승)
- 2014년 3월 1일 경기도교육청 혁신학교 재지정

## 참고 자료
- 파평초등학교 - 한국교육학술정보원 학교알리미